# Philotheca obovatifolia
Philotheca obovatifolia är en vinruteväxtart som först beskrevs av Bayly, och fick sitt nu gällande namn av Paul Irwin Forster. Philotheca obovatifolia ingår i släktet Philotheca och familjen vinruteväxter. Inga underarter finns listade i Catalogue of Life.